# 尾崎喜代房
尾崎 喜代房（おざき きよふさ、1919年〈大正8年〉9月25日 - 1997年〈平成9年〉10月25日）は、日本の政治家。奈良県天理市長（3期）。

## 経歴
奈良県出身。1939年〈昭和14年〉天王寺師範学校（現大阪教育大学）卒。大阪府内で教員生活を送っていたが、父の死により退職し、帰郷。1947年〈昭和22年〉丹波市町（現天理市）議会議員に当選。2期務める。1966年〈昭和41年〉天理市収入役、1970年〈昭和45年〉助役に就任。1976年〈昭和51年〉天理市長に当選。市長を3期務める。1988年〈昭和63年〉退任。1997年〈平成9年〉死去。